# Manfred Ziegler
Manfred Ziegler (* 17. August 1934 in Ludwigshafen; † 29. September 2014) war ein deutscher Urologe und Hochschullehrer.

## Leben
Manfred Ziegler war der Sohn eines Kaufmanns. Nach der Rückkehr seiner Familie aus Łódź (früher Litzmannstadt), die dort von 1941 bis 1945 gelebt hatte, besuchte er das Humanistische Gymnasium Ludwigshafen und studierte anschließend Medizin in Heidelberg. Er war Mitglied der Studentenverbindung ATV Hasso-Rhenania Heidelberg im ATB. Im Dezember 1960 promovierte er zum Dr. med. Nach seiner Tätigkeit als Assistenzarzt in Speyer und Haßfurt arbeitete er 1963/1964 als wissenschaftlicher Assistent in den Forschungslaboratorien der Ciba AG. Im September 1964 kam er als wissenschaftlicher Assistent zunächst in die Allgemeine Chirurgie und später in die urologische Abteilung der Universitätsklinik Homburg. 1969  habilitierte er sich an der Ruprecht-Karls-Universität Heidelberg mit der Arbeit „Der Einfluß von Änderungen des Blutvolumens auf die Abgabe von Renin durch die Niere“. Zum 1. April 1975 wurde er Nachfolger von Professor Carl Erich Alken an der Universität des Saarlandes in Saarbrücken und zugleich Direktor der Urologischen Universitätsklinik Homburg, deren Leiter er bis Ende 1999 blieb.
1979/1980 war er ärztlicher Direktor der Universitätskliniken des Saarlandes.
Am 28. September 1988 eröffnete er mit einer Rede die 40. Tagung der Deutschen Gesellschaft für Urologie.
Er war Mitherausgeber der Zeitschrift  der Deutschen Gesellschaft für Urologie „Urologe A“ und Schriftleiter des Organs des Bundesverbandes der deutschen Urologen  „Urologe B“ und baute mit über 250 Publikationen  das herausragende Niveau und Profil der Homburger Klinik einschließlich des Schwerpunktes Kinderurologie aus.

## Öffentliche Ämter
- 1979 Präsident der Südwestdeutschen Gesellschaft für Urologie
- 1987–1988 Präsident der Deutschen Gesellschaft für Urologie
- 1982 Kurator des Instituts für zerstörungsfreie Materialprüfung der Fraunhofer-Gesellschaft in Saarbrücken
- 1992 Kurator des Instituts für Medizintechnik der Fraunhofer Gesellschaft St. Ingbert

## Ehrungen und Auszeichnungen
- 1988 1. Preis der Deutschen Gesellschaft für Urologie für den Videofilm „Berührungsfreie Nierensteinzertrümmerung mit dem piezoelektrischen Lithotriptor“
- 1988 1. Preis des Arbeitskreises für experimentelle Urologie
- September 1988  Ehrendoktorwürde des Hyogo-College für Medizin in Nishinomiya in Japan
- 1990 Ehrenmitgliedschaft in der Allunions Gesellschaft für Urologie der UdSSR
- 1991 Ehrenmitglied der Gesellschaft für Urologie Rumänien
- 1992 Ehrenbürger der Stadt Bordeaux
- 1996 Verleihung der Ernst-von-Bergmann-Plakette der Bundesärztekammer
- 1999 Verleihung der Gustav-Simon-Medaille der Südwestdeutschen Gesellschaft für Urologie